# La mala hora
La mala hora es la tercera novela del escritor colombiano Gabriel García Márquez, publicada en 1962.

## Argumento
La guerra civil colombiana es historia del pasado, pero se vive una paz desagradable, que hace respirar un aire denso, donde el bando ganador, conservador, no escatima en gestos para incomodar a los antiguos adversarios, liberales; de manera solapada los asedian constantemente, lo que probablemente generará continuar el conflicto armado.
César Montero, un vecino del lugar, acaba de asesinar de un escopetazo a Pastor, un cantor bastante popular, supuesto amante de especulación: un pasquín que apareció pegado en la puerta de su casa. Pero es sólo otro de tantos panfletos que han venido apareciendo en el pueblo, notas que revelan secretos de los habitantes, algunos supuestos y otros tan ciertos que no necesitaban tan burdos mensajes.
Se puede decir que los pasquines, que algunos consideran una tontería, representan la materialización inicial de esa violencia colectiva que hace tambalear esa paz del momento, y el asesinato que se relata, probablemente el detonador para continuar la guerra. Para este pueblo ha llegado la mala hora...

## Personajes de la mala hora
- El padre Ángel
- El  alcalde Sergio
- El juez Arcadio
- Pastor
- César Montero
- Rosario de Montero (esposa de César Montero)[2]
- El propietario del cine
- El propietario del circo
- El doctor Octavio Giraldo

Personales secundarios:
- La viuda de Montiel
- El señor Benjamín
- Don Chepe Montiel
- El secretario del juez
- Roberto Asís
- Rebeca Isabel Asís (hija de Roberto)
- La viuda de Asís (madre de Roberto)
- El dentista
- El señor Carmichael
- El peluquero
- El Sirio Moisés
- Pepe Amador (prisionero)
- La madre de Pepe Amador
- Trinidad (ayudante del padre Ángel)
- Casandra (vidente y tarotista del circo)